# Lista siturilor arheologice din județul Bacău - R
Lista siturilor arheologice din județul Bacău - R conține toate siturile arheologice din județul Bacău înscrise în Repertoriul Arheologic Național (RAN) și aflate în localități al căror nume începe cu litera R. RAN este administrat de Ministerul Culturii și Patrimoniului Național și cuprinde date științifice, cartografice, topografice, imagini și planuri, precum și orice alte informații privitoare la zonele cu potențial arheologic, studiate sau nu, încă existente sau dispărute.
Puteți căuta un sit din localitățile care încep cu litera R folosind formularul de mai jos sau puteți naviga prin toate siturile din județ la Lista siturilor arheologice din județul Bacău.
| Cod RAN                                  | Denumire | Localitate                          | Adresă           | Datare                                        | Descoperit | Coordonate                                    | Imagine           | Erori            |
| ---------------------------------------- | --- | ----------------------------------- | ---------------- | --------------------------------------------- | ---------- | --------------------------------------------- | ----------------- | ---------------- |
| 23001.01.01 (Cod LMI: BC-I-m-A-00737.01) | Situl arheologic de la Răcătău de Jos - "Cetățuie" / ansamblu Cetatea Tamasidava (Categorie: locuire civilă) (Tip: Așezare fortificată) | sat Răcătău de Jos, comuna Horgești | Cetățuie         | geto-dacică sec. IV a. Chr. - sec. II p. Chr. |            | 46°20′43″N 27°02′41″E / 46.34528°N 27.04472°E | Încărcați imagine | Raportați eroare |
| 23001.01.02 (Cod LMI: BC-I-m-A-00737.02) | Situl arheologic de la Răcătău de Jos - "Cetățuie" / ansamblu anonim (Categorie: locuire civilă) (Tip: Necropolă tumulară)              | sat Răcătău de Jos, comuna Horgești | Cetățuie         | geto-dacică sec. I a. Chr. - I p. Chr.        |            | 46°20′43″N 27°02′41″E / 46.34528°N 27.04472°E | Încărcați imagine | Raportați eroare |
| 23001.01.03 (Cod LMI: BC-I-m-A-00737.03) | Situl arheologic de la Răcătău de Jos - "Cetățuie" / ansamblu anonim (Categorie: locuire civilă) (Tip: Așezare fortificată)             | sat Răcătău de Jos, comuna Horgești | Cetățuie         | Monteoru                                      |            | 46°20′43″N 27°02′41″E / 46.34528°N 27.04472°E | Încărcați imagine | Raportați eroare |
| 23001.01.04 (Cod LMI: BC-I-s-A-00737)    | Situl arheologic de la Răcătău de Jos - "Cetățuie" / ansamblu anonim (Categorie: locuire civilă) (Tip: Așezare)                         | sat Răcătău de Jos, comuna Horgești | Cetățuie         | Cucuteni                                      |            | 46°20′43″N 27°02′41″E / 46.34528°N 27.04472°E | Încărcați imagine | Raportați eroare |
| 23001.01.05 (Cod LMI: BC-I-s-A-00737)    | Situl arheologic de la Răcătău de Jos - "Cetățuie" / ansamblu anonim (Categorie: locuire civilă) (Tip: Așezare)                         | sat Răcătău de Jos, comuna Horgești | Cetățuie         | sec. II-IV                                    |            | 46°20′43″N 27°02′41″E / 46.34528°N 27.04472°E | Încărcați imagine | Raportați eroare |
| 24775.03.01 (Cod LMI: BC-I-m-B-00743.02) | Situl arheologic de la Răcăciuni / ansamblu anonim (Categorie: locuire civilă) (Tip: Așezare)                                           | sat Răcăciuni, comuna Răcăciuni     |                  | Sântana de Mureș - Cerneahov sec. IV - VII    |            |                                               | Încărcați imagine | Raportați eroare |
| 24775.03.02 (Cod LMI: BC-I-m-B-00743.01) | Situl arheologic de la Răcăciuni / ansamblu anonim (Categorie: locuire civilă) (Tip: Așezare)                                           | sat Răcăciuni, comuna Răcăciuni     |                  | sec. VIII - XVI                               |            |                                               | Încărcați imagine | Raportați eroare |
| 24775.01.01 (Cod LMI: BC-I-s-B-00741)    | Așezarea Cucuteni de la Răcăciuni - "Dealul Viei" / ansamblu anonim (Categorie: locuire civilă) (Tip: Așezare)                          | sat Răcăciuni, comuna Răcăciuni     | Dealul Viei      | Cucuteni                                      |            |                                               | Încărcați imagine | Raportați eroare |
| 24775.02.01 (Cod LMI: BC-I-s-B-00742)    | Așezarea fortificată Monteoru de la Răcăciuni - "Cetățuia" / ansamblu anonim (Categorie: locuire) (Tip: Așezare fortificată)            | sat Răcăciuni, comuna Răcăciuni     | Dealul Cetățuia  | Monteoru                                      |            |                                               | Încărcați imagine | Raportați eroare |
| 23001.02.01                              | Necropola tumulară a cetății Tamasidava- Movila lui Cerbu / ansamblu anonim (Categorie: descoperire funerară) (Tip: Tumul)              | sat Răcătău de Jos, comuna Horgești | Movila lui Cerbu | geto-dacică                                   |            |                                               | Încărcați imagine | Raportați eroare |